# Pouteria
Genre
Classification phylogénétique

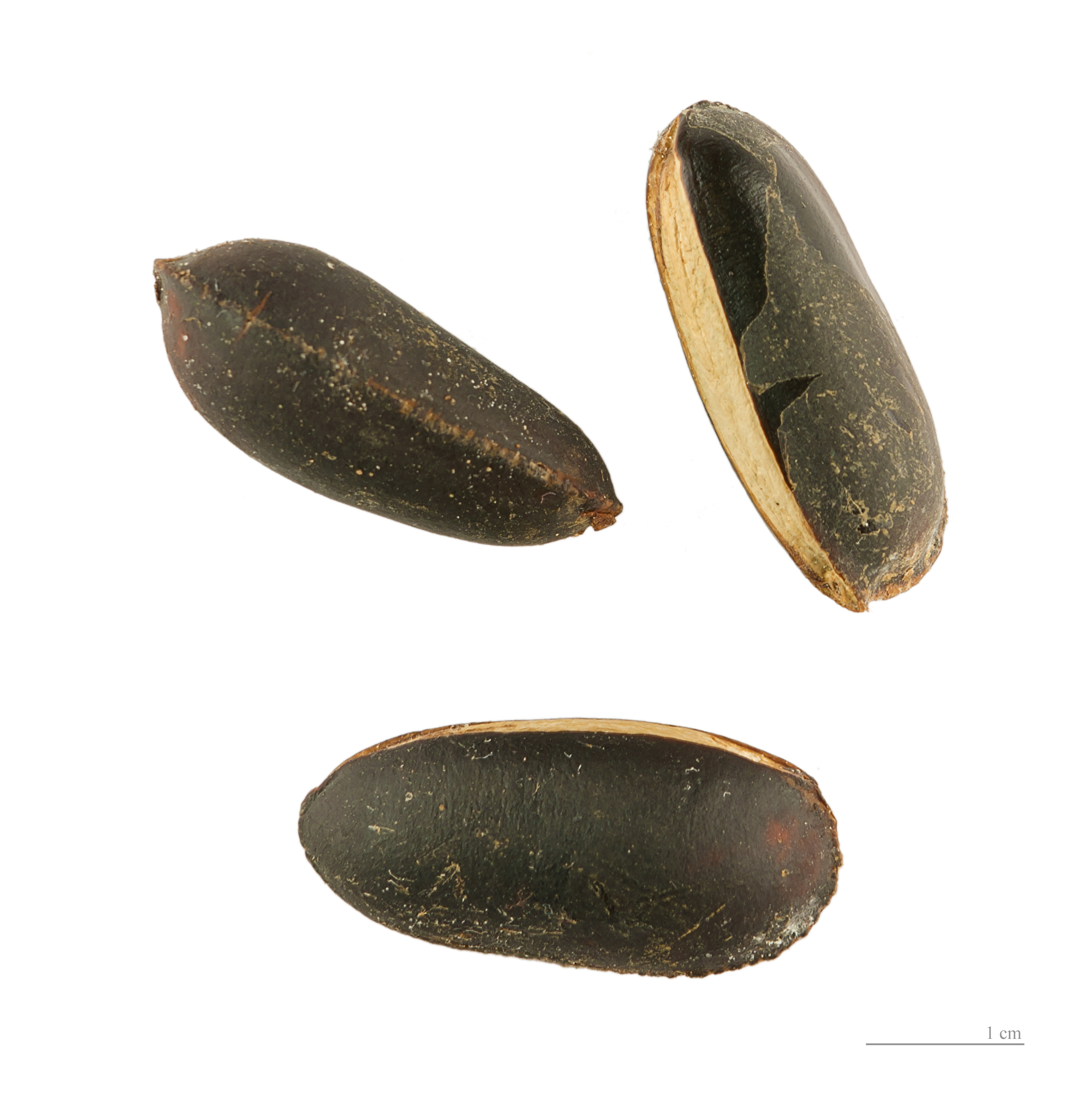
Graines de Pouteria caimito au Muséum de Toulouse.

Pouteria (autrefois Franchetella, d'après Adrien René Franchet) est un genre de plantes à fleurs de la famille des Sapotaceae dont l'espèce type est Pouteria guianensis Aubl.. Ce sont des arbres largement répandus dans les zones tropicales, principalement pour leurs fruits souvent comestibles, parfois appelés fruits-œufs, comme ceux de P. campechiana (canistel) et ceux de P. lucuma (la lucuma), ou sapotes (P. sapotia).
Il est étroitement apparenté au genre Manilkara qui produit lui aussi des fruits comestibles, comme la sapotille.

## Espèces valides
Le genre est un « taxon poubelle », qui ne cesse de s'agrandir. Il contient actuellement plus de 150 espèces, et possède une soixantaine de synonymes partiels. Selon The Plant List :
- Pouteria adolfi-friedericii (Engl.) A.Meeuse
- Pouteria adolfi-friedericii subsp. australis (J.H.Hemsl.) L.Gaut.
- Pouteria adolfi-friedericii subsp. floccosa (J.H.Hemsl.) L.Gaut.
- Pouteria adolfi-friedericii subsp. keniensis (R.E.Fr.) L.Gaut.
- Pouteria adolfi-friedericii subsp. usambarensis (J.H.Hemsl.) L.Gaut.
- Pouteria alnifolia (Baker) Roberty
- Pouteria altissima (A.Chev.) Baehni
- Pouteria amapaensis Pires & T.D.Penn.
- Pouteria amazonica Radlk.
- Pouteria ambelaniifolia (Sandwith) T.D.Penn.
- Pouteria amygdalicarpa (Pittier) T.D.Penn.
- Pouteria amygdalina (Standl.) Baehni
- Pouteria andarahiensis T.D.Penn.
- Pouteria anomala (Pires) T.D.Penn.
- Pouteria anteridata T.D.Penn.
- Pouteria arcuata T.D.Penn.
- Pouteria areolatifolia Lundell
- Pouteria arguacoensium (H.Karst.) Baehni
- Pouteria aristata (Britton & P.Wilson ex Britton) Baehni
- Pouteria atabapoensis (Aubrév.) T.D.Penn.
- Pouteria aubrevillei Bernardi
- Pouteria aurea T.D.Penn.
- Pouteria austin-smithii (Standl.) Cronquist
- Pouteria baehniana Monach.
- Pouteria bangii (Rusby) T.D.Penn.
- Pouteria bapeba T.D.Penn.
- Pouteria beaurepairei (Glaz. & Raunk.) Baehni
- Pouteria belizensis (Standl.) Cronquist
- Pouteria benai (Aubrév. & Pellegr.) T.D.Penn.
- Pouteria bilocularis (H.J.P.Winkl.) Baehni
- Pouteria bonneriana Bernardi
- Pouteria brachyandra (Aubrév. & Pellegr.) T.D.Penn.
- Pouteria bracteata T.D.Penn.
- Pouteria brevensis Pires
- Pouteria brevipetiolata T.D.Penn.
- Pouteria briocheoides Lundell
- Pouteria buenaventurensis (Aubrév.) Pilz
- Pouteria bullata (S.Moore) Baehni
- Pouteria bulliformis Q.Jiménez & T.D.Penn.
- Pouteria butyrocarpa (Kuhlm.) T.D.Penn.
- Pouteria caimito (Ruiz & Pav.) Radlk.
- Pouteria calistophylla (Standl.) Baehni
- Pouteria campanulata Baehni
- Pouteria campechiana (Kunth) Baehni
- Pouteria canaimaensis T.D.Penn.
- Pouteria capacifolia Pilz
- Pouteria cayennensis (A.DC.) Eyma
- Pouteria celebica Erlee
- Pouteria chiricana (Standl.) Baehni
- Pouteria chocoensis (Aubrév.) T.D.Penn.
- Pouteria cicatricata T.D.Penn.
- Pouteria cinnamomea (Diels) Baehni
- Pouteria cladantha Sandwith
- Pouteria coelomatica Rizzini
- Pouteria collina (Little) T.D.Penn.
- Pouteria condorensis T.D.Penn.
- Pouteria congestifolia Pilz
- Pouteria cordiformis T.D.Penn.
- Pouteria coriacea (Pierre) Pierre
- Pouteria crassiflora Pires & T.D.Penn.
- Pouteria cubensis Baehni
- Pouteria cuspidata (A.DC.) Baehni
- Pouteria cuspidata subsp. dura (Eyma) T.D.Penn.
- Pouteria cuspidata subsp. robusta (Mart. & Eichler ex Miq.) T.D.Penn.
- Pouteria decorticans T.D.Penn.
- Pouteria decussata (Ducke) Baehni
- Pouteria deliciosa T.D.Penn.
- Pouteria dictyoneura (Griseb.) Radlk.
- Pouteria dictyoneura subsp. fuertesii (Urb.) Cronquist
- Pouteria dominigensis (C.F.Gaertn.) Baehni
- Pouteria dominigensis subsp. cuprea (Urb. & Ekman) T.D.Penn.
- Pouteria doonsaf P.Royen
- Pouteria durlandii (Standl.) Baehni
- Pouteria egregia Sandwith
- Pouteria elegans (A.DC.) Baehni
- Pouteria engleri Eyma
- Pouteria ephedrantha (A.C.Sm.) T.D.Penn.
- Pouteria ericoides T.D.Penn.
- Pouteria erythrochrysa T.D.Penn.
- Pouteria espinae (Standl.) Baehni
- Pouteria eugeniifolia (Pierre) Baehni
- Pouteria euryphylla (Standl.) Baehni
- Pouteria exfoliata T.D.Penn.
- Pouteria exstaminodia Pires & T.D.Penn.
- Pouteria filiformis T.D.Penn.
- Pouteria filipes Eyma
- Pouteria fimbriata Baehni
- Pouteria flavilatex T.D.Penn.
- Pouteria fossicola Cronquist
- Pouteria foveolata T.D.Penn.
- Pouteria fragrans (Pierre) Dubard
- Pouteria franciscana Baehni
- Pouteria freitasii T.D.Penn.
- Pouteria fulva T.D.Penn.
- Pouteria furcata T.D.Penn.
- Pouteria gabrielensis (Gilly ex Aubrév.) T.D.Penn.
- Pouteria garcinioides (K.Krause) Baehni
- Pouteria gardneri (Mart. & Eichler ex Miq.) Baehni
- Pouteria gardneriana (A.DC.) Radlk.
- Pouteria gigantea (Diels) Pilz
- Pouteria gillisonii Vink
- Pouteria glauca T.D.Penn.
- Pouteria glomerata (Miq.) Radlk.
- Pouteria glomerata subsp. stylosa (Pierre) T.D.Penn.
- Pouteria gomphiifolia (Mart. ex Miq.) Radlk.
- Pouteria gongrijpii Eyma
- Pouteria gracilis T.D.Penn.
- Pouteria grandiflora (A.DC.) Baehni
- Pouteria grandis Eyma
- Pouteria guianensis Aubl.
- Pouteria hexastemon Baehni
- Pouteria hispida Eyma
- Pouteria hotteana (Urb. & Ekman) Baehni
- Pouteria izabalensis (Standl.) Baehni
- Pouteria jariensis Pires & T.D.Penn.
- Pouteria juruana K.Krause
- Pouteria kaieteurensis T.D.Penn.
- Pouteria krausei (H.J.Lam) Baehni
- Pouteria krukovii (A.C.Sm.) Baehni
- Pouteria laevigata (Mart.) Radlk.
- Pouteria lanatifolia (P.Royen) Vink
- Pouteria latianthera T.D.Penn.
- Pouteria lecythidicarpa P.E.Sánchez & Poveda
- Pouteria leptopedicellata Pilz
- Pouteria longifolia (Mart. & Eichler ex Miq.) T.D.Penn.
- Pouteria lucans Pierre
- Pouteria lucens (Mart. & Miq.) Radlk.
- Pouteria lucida (H.J.Lam) Baehni
- Pouteria lucuma (Ruiz & Pav.) Kuntze
- Pouteria lucumifolia (Reissek ex Maxim.) T.D.Penn.
- Pouteria luzoniensis (Merr.) Baehni
- Pouteria macahensis T.D.Penn.
- Pouteria maclayana (F.Muell.) Baehni
- Pouteria macrantha (Merr.) Baehni
- Pouteria macrocarpa (Mart.) D.Dietr.
- Pouteria macrophylla (Lam.) Eyma
- Pouteria maguirei (Aubrév.) T.D.Penn.
- Pouteria malaccensis (C.B.Clarke) Baehni
- Pouteria manaosensis (Aubrév. & Pellegr.) T.D.Penn.
- Pouteria martinicensis (Pierre) Stehlé
- Pouteria mattogrossensis (Pilg.) Baehni
- Pouteria maxima T.D.Penn.
- Pouteria megaphylla T.D.Penn.
- Pouteria melanopoda Eyma
- Pouteria menait Vink
- Pouteria micrantha (Urb.) Baehni
- Pouteria microstrigosa T.D.Penn.
- Pouteria minima T.D.Penn.
- Pouteria mongaguensis Mattos
- Pouteria multiflora (A.DC.) Eyma
- Pouteria multinervis T.D.Penn.
- Pouteria nemorosa Baehni
- Pouteria nudipetala T.D.Penn.
- Pouteria oblanceolata Pires
- Pouteria obscura (Huber) Baehni
- Pouteria opposita (Ducke) T.D.Penn.
- Pouteria oppositifolia (Ducke) Baehni
- Pouteria orinocoensis (Aubrév.) T.D.Penn.
- Pouteria orkor Vink
- Pouteria oxyedra (Miq.) Baehni
- Pouteria oxypetala T.D.Penn.
- Pouteria pachycalyx T.D.Penn.
- Pouteria pachyphylla T.D.Penn.
- Pouteria pallens T.D.Penn.
- Pouteria pallida (C.F.Gaertn.) Baehni
- Pouteria palmeri Fernald
- Pouteria pariry (Ducke) Baehni
- Pouteria paucinervia Erlee
- Pouteria peduncularis (Mart. & Eichler ex Miq.) Baehni
- Pouteria penicillata Baehni
- Pouteria pentamera T.D.Penn.
- Pouteria peruviensis (Aubrév.) Bernardi
- Pouteria petiolata T.D.Penn.
- Pouteria pierrei (A.Chev.) Baehni
- Pouteria pimichinensis T.D.Penn.
- Pouteria pisquiensis Baehni
- Pouteria platyphylla (A.C.Sm.) Baehni
- Pouteria plicata T.D.Penn.
- Pouteria polycarpa (Rusby) Baehni
- Pouteria polysepala T.D.Penn.
- Pouteria procera (Mart.) K.Hammer
- Pouteria psammophila (Mart.) Radlk.
- Pouteria pseudoracemosa (J.H.Hemsl.) L.Gaut.
- Pouteria puberula T.D.Penn.
- Pouteria pubescens (Aubrév. & Pellegr.) T.D.Penn.
- Pouteria pullei Eyma
- Pouteria pullenii Vink
- Pouteria putamen-ovi T.D.Penn.
- Pouteria quicheana Cronquist
- Pouteria ramiflora (Mart.) Radlk.
- Pouteria resinosa T.D.Penn.
- Pouteria reticulata (Engl.) Eyma
- Pouteria retinervis T.D.Penn.
- Pouteria rhopalocarpa P.Royen
- Pouteria rhynchocarpa T.D.Penn.
- Pouteria richardii (F.Muell.) Baehni
- Pouteria ridsdalei Vink
- Pouteria rigida (Mart. & Eichler ex Miq.) Radlk.
- Pouteria rigida subsp. tomentosa (Aubrév.) T.D.Penn.
- Pouteria rigidopsis Monach. ex T.D.Penn.
- Pouteria rodriguesiana Pires & T.D.Penn.
- Pouteria rostrata (Huber) Baehni
- Pouteria rufotomentosa (Lundell) T.D.Penn.
- Pouteria sagotiana (Baill.) Eyma
- Pouteria salicifolia (Spreng.) Radlk.
- Pouteria sambuensis (Pittier) Baehni
- Pouteria sapota (Jacq.) H.E.Moore & Stearn
- Pouteria scabritesta T.D.Penn.
- Pouteria sclerocarpa (Pittier) Cronquist
- Pouteria scrobiculata Monach. ex T.D.Penn.
- Pouteria semecarpifolia (Pierre ex Duss) Dubard
- Pouteria sessiliflora (Sw.) Poir.
- Pouteria sessilis T.D.Penn.
- Pouteria silvestris T.D.Penn.
- Pouteria simulans Monach.
- Pouteria singularis T.D.Penn.
- Pouteria sipapoensis T.D.Penn.
- Pouteria speciosa (Ducke) Baehni
- Pouteria squamosa Cronquist
- Pouteria stellibacca J.F.Maxwell
- Pouteria stenophylla Baehni
- Pouteria stipitata Cronquist
- Pouteria stipulifera T.D.Penn.
- Pouteria stylifera T.D.Penn.
- Pouteria subcaerulea Pierre ex Dubard
- Pouteria subrotata Cronquist
- Pouteria subsessilifolia Cronquist
- Pouteria superba (Vermoesen) L.Gaut.
- Pouteria surumuensis Baehni
- Pouteria tarapotensis (Eichler ex Pierre) Baehni
- Pouteria tarumanensis Pires
- Pouteria tenuisepala Pires & T.D.Penn.
- Pouteria torta (Mart.) Radlk.
- Pouteria torta subsp. gallifructa (Cronquist) T.D.Penn.
- Pouteria torta subsp. glabra T.D.Penn.
- Pouteria torta subsp. tuberculata (Sleumer) T.D.Penn.
- Pouteria trigonosperma Eyma
- Pouteria trilocularis Cronquist
- Pouteria triplarifolia C.K.Allen ex T.D. Pennington
- Pouteria ucuqui Pires & R.E.Schult.
- Pouteria undulatifolia Rizzini
- Pouteria unmackiana (F.M.Bailey) Erlee
- Pouteria validinervis (Sleumer) Baehni
- Pouteria venosa (Mart.) Baehni
- Pouteria venosa subsp. amazonica T.D.Penn.
- Pouteria vernicosa T.D.Penn.
- Pouteria villamilii (Merr.) Baehni
- Pouteria virescens Baehni
- Pouteria viridis (Pittier) Cronquist
- Pouteria wandae Vink
- Pouteria whitmorei Vink
- Pouteria williamii (Aubrév. & Pellegr.) T.D.Penn.

## Histoire naturelle

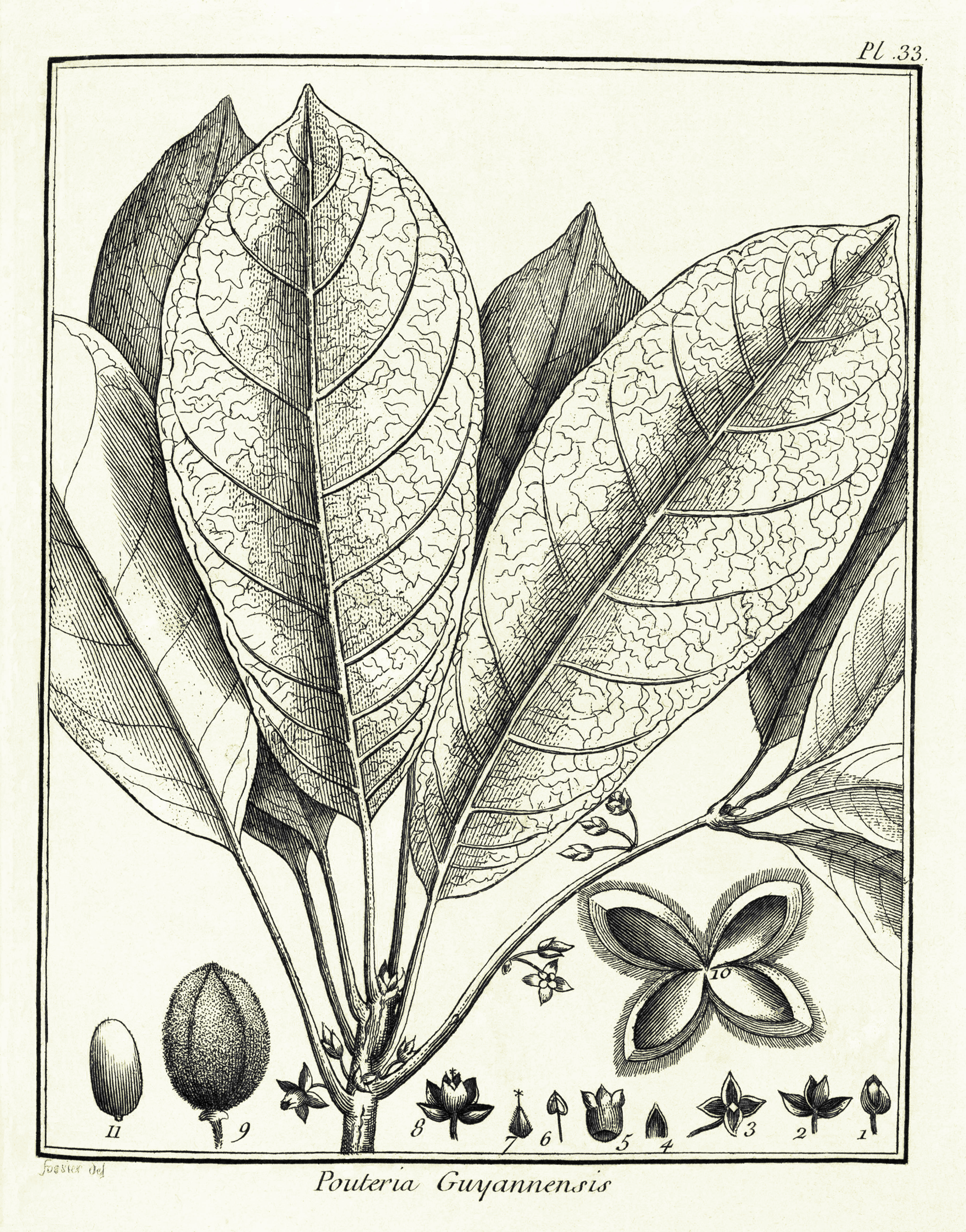
Pouteria guianensis par Aublet (1775) Planche 33. 1. Bouton de fleur. - 2. Calice. - 3. Calice ouvert. - 4. Lobe du calice. - 5. Corolle. - 6. Étamine ſéparée. - 7. Ovaire. Style. Stigmate. - 8. Fleur épanouie. - 9. Capſule. - 10. Capſule ouverte. - 11. Amande.

En 1775, le botaniste Aublet propose la diagnose suivante pour le genre Pouteria : 

« POUTERIA. (Tabula 33.)
CAL. Perianthium monophyllum, quadri-partitum, laciniis ovaris, acutis, non deciduis.
COR. monopetala, tubuloſa ; tubus brevis, calicis fundo inſertus limbus quadri-dentatus ; denticulis acutis, intrà quos fera oblonga erigitur.
STAM. Filamenta quatuor, cubo corollæ ad baſim inſerta. Anthera oblongæ, biloculares.
PIST. Germen ſuperum, ovatum, villoſum. Stylus tetragonus. Stigma quadri-cuſpidatum.
PER. Capsula ovata, pilis brevibus rigidis tecta, quadrilocularis, quadri-valvis ; valvulis intus purpuraſcentibus.
SEM. ſolitaria, oblonga, extùs convexa, intùs angulata, membranà tenui, purpureà, involuta. »